# HDSM Peder Skram (F 352)
La HDSM Peder Skram (F 352) è stata una delle due navi (insieme alla Herluf Trolle F353) dell'omonima classe della Kongelige danske marine. La  nave è stata costruita presso l'Elsinore Ship Yard a partire dal 25 settembre 1964, varata il 30 maggio 1965, entrata in servizio il 25 maggio 1966 e radiata il 5 luglio 1990.
Attualmente la nave si trova ancorata nell'isola di Holmen, a Copenaghen, trasformata in nave museo. 
La nave prende il nome da Peder Skram un ammiraglio danese del XVI° secolo.

## Descrizione
La nave era equipaggiata da 2 × 22 000 cv (16 405 kW) turbine a gas (Pratt & Whitney JT4 modificate) e da 2 × 2 400 cv (1 790 kW) motori diesel General Motors. 
Al momento del varo, nel 1966, la fregata era armata da quattro cannoni da 127 mm installati in due torri binate per il combattimento contro obiettivi marittimi, aerei e terrestri. La torre posteriore, con due cannoni, fu smantellata nel 1979 nel corso dei lavori di rinnovamento in cui furono installati i sistemi di missili navali Harpoon e di missili antiaerei Sea Sparrow, mettendosi così alla pari con le altre navi NATO delle stesse dimensioni. 
La fregata possedeva inoltre quattro cannoni navali e antiaerei da 40 mm, oltre a mitragliatrici, siluri e cariche di profondità. La fregata poteva essere chiusa completamente a tenuta di gas e quindi passare attraverso aree infette o radioattive.
La nave fu venduta all'asta nel 1992 e successivamente consegnata alla fondazione Peder Skram. La nave è divenuta una nave museo e appare oggi come era prima della dismissione nel 1988. Il museo è aperto ai visitatori durante tutte le vacanze scolastiche e si trova alla Marine Station di Copenaghen. Ci sono anche opportunità di visite guidate tutto l'anno per gruppi o di affittare la fregata per riunioni, cene, matrimoni e altri raduni.
La fregata è mantenuta da volontari e non riceve sostegno pubblico.